# Mesura
|  | Aquest article tracta sobre la mesura física. Vegeu-ne altres significats a «teoria de la mesura». |

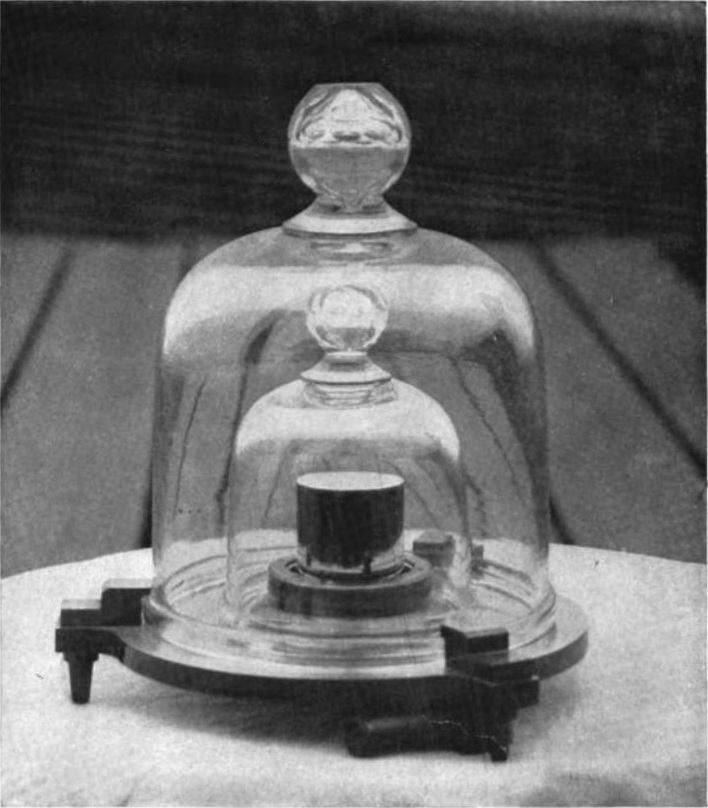
Patró del quilogram estàndard conservat al National Institute of Standards and Technology dels EUA.

Una mesura o mida és un valor numèric o magnitud d'algun atribut físic d'un objecte, com per exemple la longitud, la capacitat, el volum o el pes, obtingut per experimentació mitjançant mètodes empírics i expressat segons uns patrons, les unitats de mesura, determinats per alguna norma estàndard, com podem ser el metre, el litre o el quilogram. Mesurament és el procés per a arribar a obtenir el valor d'una determinada mesura.
La metrologia és la branca de la ciència que s'ocupa de l'estudi de les mesures i a l'establiment dels patrons de mesura, sovint fonamentats en determinats fenòmens físics. El procés de mesurament implica sovint la utilització d'instruments de mesura, com un regle o cinta mètrica, una balança, un baròmetre, un amperímetre o un velocímetre. Aquests aparells han estat calibrats per comparació amb un patró o unitat de mesura. A més de característiques físiques com la distància, l'energia, el temps o la quantitat de matèria també es poden mesurar altres aspectes com les aptituds de les persones o les seves percepcions, així les enquestes o els psicotècnics també poden ser considerats formes de mesurament.
El mesurament d'una determinada magnitud és una estimació i comporta sempre la presència d'un error experimental, sempre hi ha un cert grau d'incertesa. Per tant, la reducció de la incertesa serà un dels principis fonamentals amb el que treballarà la metrologia. Es considera que els errors de mesura presenten una distribució normal al voltant del valor real de la magnitud mesurada, sota aquest pressupòsit cada mesurament tindrà tres components: 
- el valor estimat
- el marge d'error o d'incertesa
- el nivell o interval de confiança, la probabilitat que el valor estimat siguin dins del marge d'error

Exemples:
- 2,5 m (± 0,01 m), indica una mesura de longitud de 2,5 metres amb una incertesa d'1 centímetre.
- 2,5 m (± 0,01%), indica una mesura de longitud de 2,5 metres amb una incertesa de 0,2 mil·límetres.
- 2,5 m (± 1-2), indica una mesura de longitud de 2,5 metres amb una incertesa de 2 centímetres.

La mesura és un concepte fonamental de la ciència, és un dels principis que la caracteritzen i la diferencien de la pseudociència. És relativament fàcil construir una teoria sobre aspectes de la natura, però és molt difícil fer-ho seguint el mètode científic que implica la necessitat de predir mesures amb gran precisió. El mesurament també és fonamental en els camps com el de la indústria, el comerç, l'enginyeria, la construcció o l'electrònica.

## Estàndards

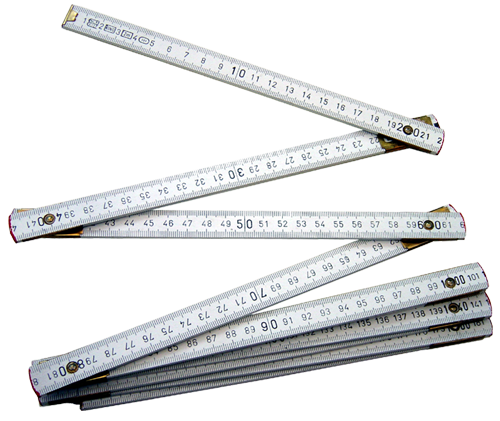
Un metre plegable

Amb l'excepció d'unes poques constants físiques fonamentals, les unitats de mesura són essencialment arbitràries, és a dir, les persones les han creat i han arribat a un acord per utilitzar-les. No hi ha res inherent a la naturalesa que indiqui que un metre ha de tenir una certa longitud, o que un quilòmetre és una mesura de la distància més adequada que una milla. Però al llarg de la història humana, primer per conveniència i després per necessitat, es van desenvolupar estàndards de mesurament per tal que les comunitats tinguessin certs elements de referència comuns. Les lleis que regulen les mesures van ser desenvolupades originalment per evitar el frau en el comerç.
Avui dia, les unitats de mesura es defineixen generalment sobre una base científica, i són supervisades per organismes governamentals o supra-governamentals, i són establertes per mitjà de tractats internacionals. El metre, per exemple, es va redefinir el 1983 com la distància recorreguda per la llum al buit en 1⁄299.792.458 segons.
El Sistema Internacional d'Unitats, abreujat SI, és el sistema d'unitats de mesura més utilitzat al món, tant en ciència com la vida diària. La Unió Europea va adoptar el Sistema Internacional el 1971 a través de la directiva 71/354/EEC.

## Història

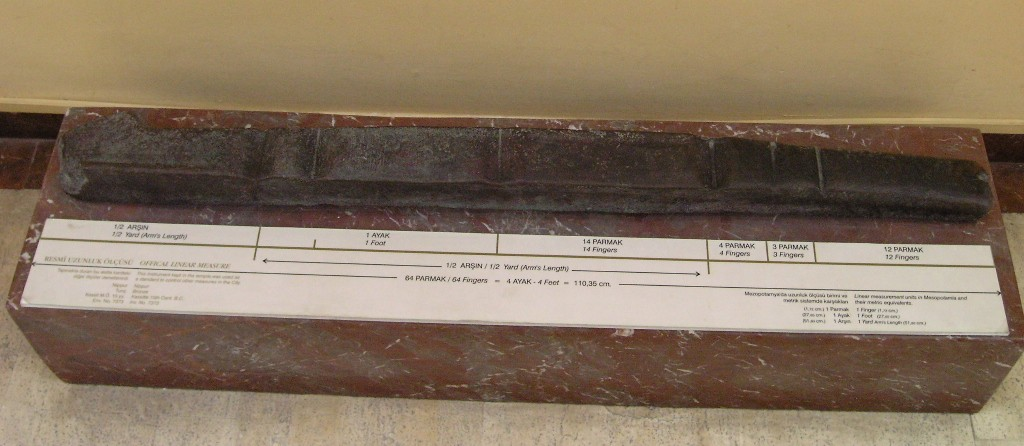
Cúbit reial de Nippur

Des dels temps més reculats de la humanitat que els homes han fet servir la mesura per progressar intel·lectualment, en la més bàsica, la longitud, els patrons espontanis que es van utilitzar varen ser parts del cos: el dit, la mà, el colze, passa i el doble pas, que lògicament, el seu valor variava en cada individu. En establir la mesura immediatament superior a les mides de l'anatomia humana, els 4 passos ja es va agafar com a patró la canya el que permetia marcar-la amb subdivisions corresponents a totes les altres mesures utilitzades que en són submúltiples.
Els tres imperis més antics que es coneixen van aparèixer fa 5.000 anys a les valls de l'Indus (Imperi de l'Indus), del Tigris i Eufrates (L'imperi d'Accad), i del Nil (Imperi antic d'Egipte) on per mantenir l'estabilitat de la unificació de les ciutats estat es va estandarditzar en cada imperi la llengua escrita, la religió i els patrons de mesura en longitud i capacitat (volum i pes). La unitat de mesura per la capacitat era un gra mètric, per calibrar un recipient per fer servir com a patró de mesura es contaven les llavors que hi cabien.
Uns dels primers que es coneixen en normalitzar el sistema de mesurament lineal és l'egipci Cúbit reial, que és conegut per haver estat fet amb precisió en temps del Faraó d'Egipte Djoser en el 2700 aC. Aquest patró s'utilitza per organitzar els treballs de construcció i l'agricultura, i el més conegut, per registrar les altures de les inundacions anuals del Nil, que es registren en la Pedra de Palerm. Vegeu Unitats de mesura de l'antic Egipte.
A l'Europa medieval hi havia lleis locals controlades pels col·legis que regulaven els pesos i les mesures utilitzades al comerç de cada ciutat. Per exemple, la vara era una unitat de mesura habitual a tot Europa però el seu valor variava segons el lloc, així a Castelló de la Plana feia 90,6 centímetres, al Pallars 77,8 centímetres, a algunes parts d'Alemanya 40,2 centímetres, als Països Baixos podia ser de 70 cm i a Edimburg 94,5 cm. Una enquesta feta a Suïssa el 1838 va revelar que hi havia 37 diferents variacions regionals del peu al país, la vara en tenia 68, hi havia 83 mesures de capacitat per al gra i 70 per als líquids, a més de 63 tipus diferents per a la mesura del pes.
Durant l'antic règim, existia l'ofici de mesurer públic, que s'encarregava mesurar les quantitats segons les mesures oficials de la ciutat o la contrada. Els mesurers més importants eren els de l'oli i els del blat, que sovint s'encarregaven també de garbellar el blat a la quartera. A Mallorca, els mesuradors estaven dividits en dos col·legis: els d'oli i els de blat, que formaven col·legi amb els porgadors (garbelladors). El col·legi de porgadors i mesuradors de blat, que treballava a la plaça de la Quartera, data del segle xvi, i el seu patró era la Visitació de Maria, celebrada el 2 de juliol, que no veneraven en cap capella determinada. L'escut del col·legi consistia en una barcella i un garbell. Per la seva banda, els mesuradors d'oli formaven un col·legi propi, existent ja el 1603, que romania separat del dels traginers d'oli, baldament tots dos oficis es duien a terme a la plaça del Banc de l'Oli.
Quan Isaac Newton va publicar Philosophiae Naturalis Principia Mathematica el 1687, va utilitzar per als seus mesuraments el peu de París per tal que els lectors poguessin entendre la mida. Alguns exemples d'esforços per aconseguir una norma vàlida per diverses ciutats o estàndards nacional per a les mesures són la llei d'Escòcia del 1641 i la norma britànica establint els sistema d'Unitats Imperial del 1845. A la Xina també va haver un moment en què es va establir uns sistema estàndard d'unitats de mesura per a tot el seu territori, però una investigació oficial del 1936 va mostrar grans oscil·lacions per al valor de les diferents unitats segons el lloc. Seria la Revolució Francesa la que posaria les bases del que seria el sistema definitiu que és l'utilitzat per gairebé tot el món.
El desig d'un únic sistema internacional de mesures deriva del creixent del comerç internacional i la necessitat d'aplicar un estàndard internacional comú als béns intercanviats. Quan una empresa compra un producte en un altre país necessita saber que el producte arribarà tal com es descriu. La vara medieval va ser abandonada en part perquè no podia ser estandarditzada. Es pot dir que l'avantatge principal del Sistema Internacional d'Unitats és simplement el seu caràcter internacional, i la pressió per estar en conformitat amb aquest sistema s'ha incrementat a mesura que ha incrementat el seu caràcter d'estàndard internacional. El Sistema Internacional d'Unitat no és l'únic exemple de normalització internacional, hi ha d'altres organitzacions internacionals de normalització per a diversos sectors, com per exemple l'Organització Internacional per a l'Estandardització (ISO), la Comissió Electrotècnica Internacional (IEC) o la Unió Internacional de Telecomunicacions (ITU).

## Dificultats de la mesura i imprecisió
Per a algunes magnituds físiques, l'obtenció de mesuraments exactes pot ser una tasca molt difícil de portar a la pràctica. La precisió absoluta no es pot aconseguir: mesures successives poden variar a causa de diversos factors com la temperatura, el temps, els camps electromagnètics, i, per descomptat, del mètode de mesurament. Per exemple, la velocitat del so presenta una variància, ja que el seu valor varia en funció de les condicions sota les quals es realitza el mesurament. Per tal de calcular la velocitat s'apliquen tècniques estadístiques a les mostres mesurades.
Atès que la mesura exacta és essencial en molts camps, i atès que tots els mesuraments són necessàriament aproximacions, s'ha de fer un gran esforç per fer mesures tan exactes com sigui possible. Per exemple, considerem el problema de mesurar el temps que triga un objecte a caure des d'una altura d'un metre. La física ens demostra que, en el camp gravitatori de la Terra, qualsevol objecte trigarà al voltant de 0,45 segons a caure des de d'aquesta altura. No obstant això, haurem de tenir en consideració diverses fonts possibles d'error. En primer lloc, el valor utilitzat per a l'acceleració de la gravetat, 9,8 metres per segon cada segon, aquesta mesura no és exacta, sinó tan sols precisa per a dos dígits significatius. A més, el camp gravitatori de la Terra varia lleugerament depenent de l'altura sobre el nivell del mar i d'altres factors. A més, el càlcul de 0,45 segons comporta la utilització d'una arrel quadrada, una operació matemàtica que requereix l'arrodoniment a un nombre de dígits significatius, en aquest cas dos dígits significatius.

### Qualitat de la mesura
Davant la impossibilitat de fer mesures absolutament precises és necessari establir algun tipus de paràmetre que ens permeti de definir la qualitat de la mesura.
Avui dia la precisió és encara per als àmbits més comuns el paràmetre que ens indica la qualitat de la mesura, tanmateix, amb el desenvolupament de la metrologia s'ha arribat a concloure que aquest paràmetre tot sol era insuficient per a descriure totes les característiques d'una mesura, fins al punt de considerat sol pot ser una simplificació excessiva que pot portar a conclusions errònies.
A l'àmbit de la metrologia el concepte de precisió tendeix a ser substituït per un conjunt de paràmetres metrològics que defineixen millor les característiques de la mesura: incertesa, repetibilitat, exactitud, etc.
Com a exemple podem observar les imatges de la dreta i intentar arribar a definir la precisió aproximada dels tiradors que han disparat a cadascuna de les dianes.
Una primera observació ens porta a constatar que tots els trets són dins la diana, però també que la distribució dels trets dins la diana difereix notablement entre els diferents tiradors:
- la distribució dels trets a les figures A i C és més centrada respecte al centre de la diana; quan el resultat s'aproxima a l'objectiu es pot dir que el procés és exacte.
- la distribució dels trets a A i B és més compacta que als altres casos; quan els resultats són molt propers els uns dels altres es pot dir que el procés és repetible.

És prou evident que els trets de la figura A són més precisos que els de la figura D, tant pel que fa a repetibilitat com a exactitud. D'altra banda, a l'àmbit de la metrologia, els trets de la figura B són considerats més precisos que els de la figura C, en tant que essent més repetitius (tenen una incertesa més petita) tindrem la possibilitat de corregir-los fins a arribar a un resultat similar al de la figura A. Quan s'obtenen resultats dispersos les correccions no tenen una eficàcia significativa.

## Sistemes de mesura

Només hi ha tres estats que encara no han adoptat el Sistema Internacional d'Unitats com el seu sistema oficial de mesures: Libèria, Myanmar i Estats Units.

A l'antiguitat, els sistemes de mesura es definien localment, les diferents unitats es definien de manera independent segons la longitud del dit d'un rei o la mida del seu peu, la longitud d'un pas, la longitud del braç, o per costum, per exemple utilitzant un barril de mida específica com a patró. El comerç i les seves necessitats va comportar que aquestes primitives unitats de mesura esdevinguessin un sistema consuetudinari.
A diferència dels sistemes consuetudinaris d'unitat independents, el sistema mètric sorgit de la Revolució Francesa i d'altres sistemes més recents es fonamenten en la utilització d'una unitat de base per a cada magnitud física fonamental i les unitats secundàries (els múltiples i submúltiples) es construeixen multiplicant o dividint la unitat bàsica, sovint per potències de 10, el que simplifica la conversió en haver prou amb moure la posició d'inici dels decimals.
L'èxit dels sistemes mètrics ha estat tant rotund que avui dia només tres estats utilitzen oficialment un sistema d'unitats de mesura diferent del Sistema Internacional: els Estats Units, Libèria i Myanmar. El sistema consuetudinari estatunidenc ha estat redefinit basant-se en les unitats del Sistema Internacional.

### Sistema imperial britànic
Abans que les unitats del Sistema Internacional fossin àmpliament adoptades arreu del món, els sistemes britànics d'Unitats Angleses, i més tard, d'Unitats Imperials van ser utilitzats a Gran Bretanya, els estats del Commonwealth i els Estats Units. Als EUA el sistema és conegut com a customary units (unitats consuetudinàries) i encara hi és vigent de manera oficial. El sistema estatunidenc presenta algunes diferències respecte al sistema Imperial britànic i hi ha unitats que no són coincidents com per exemple la milla nàutica, la tona o el galó. A la Gran Bretanya i el Commonwealth s'ha adoptat el Sistema Internacional d'Unitats però a la vida diària encara és habitual la utilització d'algunes unitats tradicionals.

### El sistema mètric
El sistema mètric és un sistema de mesura decimal basat en les unitats de longitud, el metre, i massa, el quilogram. Existeixen diverses variacions amb unitats de base diferents. Des de la dècada del 1960 el Sistema Internacional d'Unitats (SI) és el sistema mètric reconegut internacionalment, les seves unitats de massa, longitud i electricitat són àmpliament utilitzades arreu del món, tant a la vida diària com a la ciència.
El sistema mètric té una única unitat base per a moltes magnituds físiques. Les unitats d'altres magnituds físiques deriven de les unitats bàsiques i els múltiples i les fraccions són expressats com a potències de deu. La conversió d'unitats és una operació simple perquè sempre són en una proporció de deu, cent, mil, etc., de manera que la conversió s'aconsegueix simplement movent el punt d'inici dels decimals: 1,234 metres són 1234 mm o 0,001234 quilòmetres. L'ús de fraccions, com per exemple 2/5 de metre, no està prohibit, però no és gens habitual. Per exemple, totes les longituds i les distàncies es mesuren en metres, o en mil·lèsimes de metre (mm), o en milers de metres (km). D'aquesta manera no hi ha una profusió de diferents unitats amb factors de conversió també diferents com passa en els sistemes consuetudinaris com el Sistema Imperial britànic, on per exemple trobem la polzada, el peu (12 polzades), la iarda (3 peus o 36 polzades), la braça o el rod.

### Els Sistema Internacional d'Unitats

Els estats del món segons la seva adopció del sistema mètric

El Sistema Internacional d'Unitats (abreujat SI) és la revisió moderna del sistema mètric, legalment està regulat per un tractat internacional conegut com la Convenció del Metre que va crear tres organismes: la Conferència General de Pesos i Mesures com a òrgan decisori, el Comitè Internacional de Pesos i Mesures i l'Oficina Internacional de Pesos i Mesures. És el sistema d'unitats més utilitzat del món, tant en el comerç quotidià com en el món científic. El SI va ser desenvolupat el 1960 a partir del sistema MKS (metre-quilogram-segon) i no del sistema CGS (centímetre-gram-segon), que, al seu torn, tenia moltes variants. El desenvolupament del SI va comportar la introducció de noves unitats que no eren prèviament al sistema mètric. Les unitats del SI per a les set magnitud físiques bàsiques: longitud, temps, massa, temperatura, corrent elèctric, intensitat lluminosa i quantitat de matèria són:
| Nom       | Símbol | Magnitud                  |
| --------- | ------ | ------------------------- |
| metre     | m      | longitud                  |
| quilogram | kg     | massa                     |
| segon     | s      | temps                     |
| ampere    | A      | corrent elèctric          |
| kelvin    | K      | temperatura termodinàmica |
| candela   | cd     | intensitat lluminosa      |
| mol       | mol    | quantitat de matèria      |

#### Unitats derivades
Al SI hi ha dos tipus d'unitats, les unitats bàsiques i les unitats derivades. Les unitats bàsiques són utilitzades per mesurar la longitud, la massa, la temperatura, la quantitat de substància, la intensitat del corrent elèctric i la intensitat de la llum. Les unitats derivades es construeixen a partir de les unitats de base, per exemple, el watt (W), és a dir, la unitat de potència, es defineix a partir del metre. el quilogram i el segon com m²·kg·s−3. Altres magnituds físiques es poden mesurar en unitats compostes, com ara la densitat de matèria, que es mesura en kg/m³.
| Magnitud física                         | Nom de la unitat del SI | Símbol de la unitat | Expressió en termes de les unitats bàsiques del SI                                            |
| --------------------------------------- | ----------------------- | ------------------- | --------------------------------------------------------------------------------------------- |
| Freqüència                              | hertz                   | Hz                  | {\displaystyle {\mbox{s}}^{-1}}                                                               |
| Força                                   | newton                  | N                   | {\displaystyle {\mbox{kg}}\cdot {\mbox{m}}\cdot {\mbox{s}}^{-2}}                              |
| Pressió, tensió                         | pascal                  | Pa                  | {\displaystyle {\mbox{kg}}\cdot {\mbox{m}}^{-1}\cdot {\mbox{s}}^{-2}}                         |
| Energia, treball, calor                 | joule                   | J                   | {\displaystyle {\mbox{kg}}\cdot {\mbox{m}}^{2}\cdot {\mbox{s}}^{-2}}                          |
| potència, flux radiant                  | watt                    | W                   | {\displaystyle {\mbox{kg}}\cdot {\mbox{m}}^{2}\cdot {\mbox{s}}^{-3}}                          |
| Càrrega elèctrica                       | coulomb                 | C                   | {\displaystyle {\mbox{A}}\cdot {\mbox{s}}}                                                    |
| Potencial elèctric, força electromotriu | volt                    | V                   | {\displaystyle {\mbox{m}}^{2}\cdot {\mbox{kg}}\cdot {\mbox{s}}^{-3}\cdot {\mbox{A}}^{-1}}     |
| resistència elèctrica                   | ohm                     | Ω                   | {\displaystyle {\mbox{m}}^{2}\cdot {\mbox{kg}}\cdot {\mbox{s}}^{-3}\cdot {\mbox{A}}^{-2}}     |
| Capacitància elèctrica                  | farad                   | F                   | {\displaystyle {\mbox{s}}^{4}\cdot {\mbox{A}}^{2}\cdot {\mbox{m}}^{-2}\cdot {\mbox{kg}}^{-1}} |
| Temperatura                             | grau Celsius            | °C                  | t°C = tK - 273,15                                                                             |
| Activitat radioactiva                   | becquerel               | Bq                  | s-1                                                                                           |

| Magnitud física              | Nom de la unitat del SI    | Símbol per a la unitat del SI |
| ---------------------------- | -------------------------- | ----------------------------- |
| Àrea                         | metre quadrat              | m²                            |
| Volum                        | metre cúbic                | m³                            |
| Velocitat, celeritat         | metre per segon            | m · s-1                       |
| Velocitat angular            | radiant per segon          | rad · s-1                     |
| Acceleració                  | metre per segon al quadrat | m · s-2                       |
| Densitat, densitat de massa  | kilogram per metre cúbic   | kg · m-3                      |
| Concentració (de substància) | mols per metre cúbic       | mol · m-3                     |
| Energia específica           | joule per kilogram         | J · kg-1                      |
| Tensió superficial           | newton per metre           | N · m-1 = J · m-2             |
| Intensitat de camp elèctric  | volt per metre             | V · m-1                       |
| Intensitat de camp magnètic  | ampere per metre           | A · m-1                       |
| Luminància                   | candela per metre quadrat  | cd · m-2                      |

#### Conversió
Al Si s'han definit una sèrie de prefixos que corresponen a potències de deu i que es poden combinar amb qualsevol unitat per a formar unitats derivades adequades per a fer mesures en ordres de magnitud superior o inferior.
| Múltiples    | Nom    | deca | hecto | quilo  | mega  | giga | tera  | peta  | exa   | zetta | yotta |
| ------------ | ------ | ---- | ----- | ------ | ----- | ---- | ----- | ----- | ----- | ----- | ----- |
| Múltiples    | Símbol | da   | h     | k      | M     | G    | T     | P     | E     | Z     | Y     |
| Múltiples    | Factor | 10¹  | 10²   | 103    | 10⁶   | 10⁹  | 1012  | 1015  | 1018  | 1021  | 1024  |
|              |        |      |       |        |       |      |       |       |       |       |       |
| Submúltiples | Nom    | deci | centi | mil·li | micro | nano | pico  | femto | atto  | zepto | yocto |
| Submúltiples | Símbol | d    | c     | m      | µ     | n    | p     | f     | a     | z     | y     |
| Submúltiples | Factor | 10−1 | 10−2  | 10−3   | 10−6  | 10−9 | 10−12 | 10−15 | 10−18 | 10−21 | 10−24 |

### Sistemes d'unitats naturals
Les unitats naturals són unitats físiques de mesura definides en termes de constants físiques universal de tal manera que les constants físiques triades prenen un valor numèric igual a la unitat quan s'expressen en termes d'un determinat conjunt d'unitats naturals. Aquestes unitats es denominen naturals perquè l'origen de la seva definició prové només de propietats de la naturalesa. Hi ha diferents sistemes d'unitats naturals, a continuació s'enumeren alguns exemples.
- Sistema d'unitats geometritzades: En aquest sistema, les unitats físiques base s'escullen de manera que la velocitat de la llum i la constant de la gravitació s'igualin a la unitat. És utilitzat en física relativista.
- Unitats de Planck: són una forma d'unitats geomètriques que es construeix mitjançant l'ajust a la unitat de quatre constants físiques: la constant gravitacional, la Velocitat de la llum en el buit, la constant de Planck i la constant de Boltzmann. Aquestes unitats s'utilitzen en física teòrica atès que simplifiquen les expressions algebraiques de les lleis físiques i són especialment rellevants en la recerca de les teories unificadores com la de la gravetat quàntica.
- Unitats atòmiques: són un sistema d'unitats de mesura utilitzat en física atòmica, en particular per descriure les propietats dels electrons. Les unitats atòmiques han estat triades de manera que les propietats fonamentals de l'electró siguin totes iguals a una unitat atòmica. En aquest sistema l'energia total és la de l'electró a l'àtom de Bohr i s'anomena Energia de Hartree i la unitat de longitud és el radi de Bohr.

## Metrologia
La metrologia és la ciència que es dedica a l'estudi de la mesura. En general, una mètrica és una escala de mesura que es defineix en termes d'un patró (o estàndard), és a dir, en termes d'una unitat clarament definida. La quantificació d'un fenomen mitjançant un procés de mesura es basa en l'existència d'una mètrica implícita o explícita, que és l'estàndard de referència de les mesures.

### Patró de mesura
Un patró de mesura és el fet aïllat i conegut que serveix com a fonament per a crear una unitat de mesura. Moltes unitats tenen patrons, però en els sistemes mètrics només les unitats bàsiques tenen patrons de mesura. Els patrons mai varien el seu valor. Encara que han anat evolucionant, perquè els establerts anteriorment eren variables de manera que es van haver d'establir d'altres diferents considerats invariables.
Un exemple d'un patró de mesura seria: Patró del segon: És la durada de 9 192 631 770 períodes de radiació corresponent a la transició entre 2 nivells hiperfins de l'estat fonamental de l'àtom de cesi 133".
De tots els patrons del Sistema Internacional, només existeix la mostra material d'un, és el quilogram, conservat a l'Oficina Internacional de Pesos i Mesures. D'aquest patró s'han fet diverses còpies per a diversos països però totes tenen problemes i fa temps que es busca una nova definició. En aquest sentit cal assenyalar que l'octubre del 2010 el CIPM va recomanar la redefinició del quilogram en termes de la velocitat de la llum i la constant de Planck. El metre també havia estat un patró material abans de la seva redefinició, primer en termes de la longitud d'ona de la radiació de l'àtom de criptó-86, i després en funció de la velocitat de la llum, una constant física fonamental que fa la definició del metre independent de qualsevol objecte material.

### Escollint la unitat adequada
De vegades és més convenient triar una unitat no estàndard per a mesurar algunes magnituds físiques. L'elecció pot dependre de la magnitud física a mesurar o de la utilització que se'n vol fer, per exemple, és més fàcil comptar les distàncies interestel·lars en anys llum. Donar dues mides en la mateixa unitat permet comparar-les i això facilita la interpretació de les dades, fins i tot si això significa donar un resultat en una unitat que no coincideix amb la seva dimensió.
Un exemple: la temperatura es mesura habitualment en kèlvins o en graus Celsius. Però si estem parlant d'energies d'enllaç atòmic és més útil saber que la temperatura ambient és d'aproximadament 40 meV (vegeu l'article electronvolt per saber com convertir les unitats de la temperatura en unitats d'energia) i després comparar (i això és l'important) amb l'energia d'enllaç per tal de poder deduir l'estabilitat de la molècula a temperatura ambient. Encara que l'electronvolt és una unitat d'energia, té sentit la seva utilització en aquest context per donar una temperatura.

## Tipus de mesures
- Mesures de capacitat

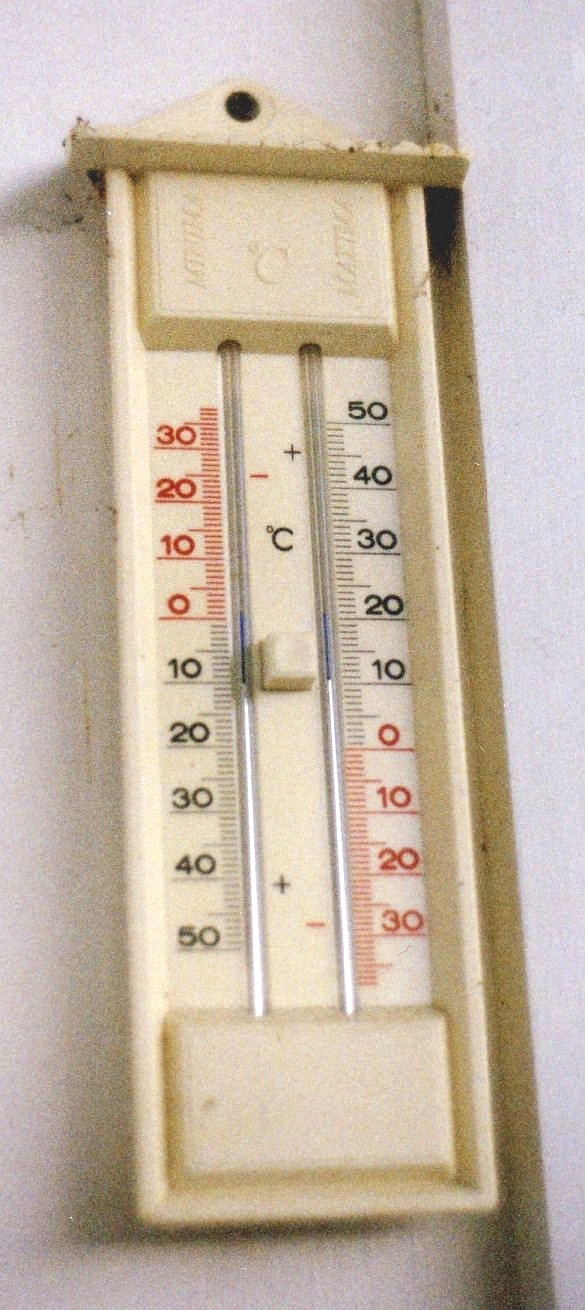
Termòmetre de màxima i mínima en graus Celsius.

  - Mesures de volum sòlid. Mesuren al volum d'un cos utilitzant unitats de longitud elevades a la tercera potència. Se li diu volum sòlid perquè en geometria s'utilitza per mesurar l'espai que ocupen els cossos tridimensionals, i es dona per fet que l'interior d'aquests cossos no és buit sinó que és sòlid.
  - Mesures de volum líquid. Aquestes unitats van ser creades per mesurar el volum que ocupen els líquids dins d'un recipient.
  - Mesures de volum d'àrids, també anomenades tradicionalment mesures de capacitat. Aquestes unitats van ser creades per mesurar el volum que ocupen les collites (llegums, tubercles, farratges i fruites) emmagatzemades en graners i sitges. Aquestes unitats van ser creades perquè fa molts anys no existia un mètode adequat per pesar totes les collites en un temps breu, i era més pràctic fer-ho usant volums àrids. Actualment, aquestes mesures són poc utilitzades perquè ja existeix tecnologia per pesar la collita en temps breu.
- Mesures de densitat se simbolitza habitualment per la lletra grega {\displaystyle \rho \,\!}, és una mesura referida a la quantitat de massa continguda en un determinat volum, i pot utilitzar-se en termes absoluts o relatius.
- Mesures d'energia es defineixen com el treball realitzat per una força en un desplaçament.

1. Mesures de força
2. Mesures de longitud
3. Mesures de massa
4. Pes específic
5. Mesures de potència
6. Mesures de pressió
7. Mesures de superfície
8. Mesures de temperatura
9. Mesures de temps
10. Mesures de velocitat
11. Mesures de viscositat
12. Mesures de volum
13. Mesures elèctriques